# Croix-Bleue
 (juin 2020).
Si vous disposez d'ouvrages ou d'articles de référence ou si vous connaissez des sites web de qualité traitant du thème abordé ici, merci de compléter l'article en donnant les références utiles à sa vérifiabilité et en les liant à la section « Notes et références ».
« Croix Bleue » redirige ici. Pour les autres significations, voir Croix Bleue (homonymie).

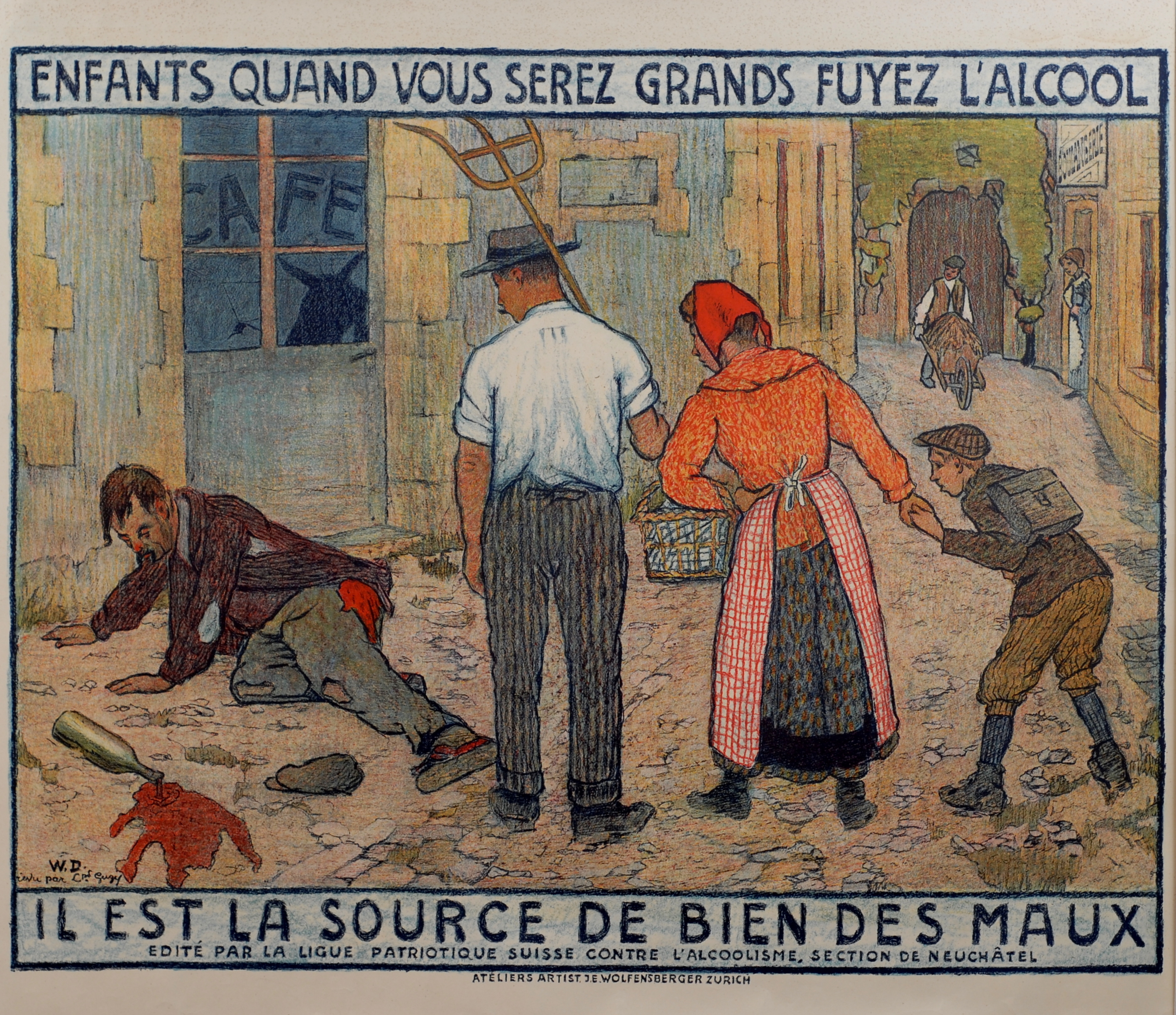
Affiche de prévention vers 1900 : « Enfants quand vous serez grands fuyez l'alcool, il est la source de bien des maux ».

La fédération internationale des sociétés de la Croix-Bleue (IFBC) est une organisation suisse basée à Berne, dont le but est de venir en aide aux personnes dépendantes, notamment de l'alcool. Ses champs d'action sont la prévention, le conseil et l'accompagnement.  Actuellement, elle est active dans plus de 40 pays.

## Histoire
En 1876, Louis-Lucien Rochat, pasteur dans le canton de Vaud, établit des contacts avec des groupes d'abstinents lors d'un séjour en Grande-Bretagne. Il y entrevoit une forme de réponse aux problèmes sociaux, médicaux et personnels que posait le rapide développement de l'alcoolisme parmi les populations défavorisées des milieux ruraux et de la classe ouvrière.
C’est le 21 août 1877, dans sa maison de Cossonay, qu’il ressent l’appel de Dieu de s’engager dans ce combat contre l'intempérance.
1 mois plus tard, soit le 21 septembre 1877, il fonde à Genève la Croix-Bleue avec 27 autres personnes membres. Ayant eux-mêmes été personnellement confrontés à des problèmes d'alcool, ils avaient acquis la conviction qu'il fallait faire quelque chose pour les personnes atteintes et leurs familles. Leur combat contre le mésusage de l'alcool se basait sur leur foi chrétienne. Les fondateurs s'inspirent du Comité international de la Croix Rouge récemment formé. Comme les secouristes de la Croix Rouge, ils veulent « aller avec des brancards au front de la vie pour sauver les victimes de l'alcoolisme. »[réf. nécessaire]
Liée à l'Église réformée au moment de sa création, l'ancrage religieux de l'action de la Croix-Bleue sur le terrain est aujourd'hui très variable d'un pays à l'autre.
Régulièrement, la date anniversaire de la Croix-Bleue retenue est celle de la création de la première section genevoise en septembre 1877, bien que les autorités communales de Cossonay aient conservé la plaque commémorative de la fondation de la Croix-Bleue dans l’esprit du pasteur Louis-Lucien Rochat, le 21 août 1877[réf. nécessaire].
La Croix-Bleue a fêté ses 150 ans le 21 août 2017 à Cossonay, en en mémoire de son fondateur[réf. nécessaire].

## Chronologie
- 1880, fondation par Arnold Bovet de la première association de langue allemande à Berne.
- 1886, fondation du « Comité international » présidé par Louis Lucien Rochat.
- 1890, développement de sociétés nationales dans de nombreux pays hors Suisse.
- 1902, à l'occasion des 25 ans de la Croix-Bleue, les épouses de 10.709 alcooliques libérés offrent une médaille d'or à Louis Lucien Rochat. Début du combat pour l'interdiction de l'absinthe.
- 1947, premier groupe de parole pour hommes à Berne.
- 1949, première semaine de cure pour alcoolodépendants à Walzenhausen canton d'Appenzell Rhodes-Extérieures.
- 1977, lancement de la ligne téléphonique « SOS alcoolisme ».

Jusqu'en 2001, professionnalisation de la prévention et du travail d'accompagnement. Formation intensive des aidants bénévoles.

## Mission
Elle a pour but de venir en aide aux personnes dépendantes, de l'alcool notamment et à leur famille.

## Prévention
La prévention auprès des enfants, jeunes et adultes fait l'objet de programmes spécifiques.
En Suisse romande : actuellement, la Croix-Bleue après avoir créé en 2002 un concept de prévention Raid-Bleue destiné aux jeunes 14 à 25 ans, lance en 2008 :
- un blog internet ;
- Une nouvelle opération ;
- une canette Raid-Blue ;
- une charte.

En Suisse alémanique, la jeune Croix-Bleue vise les jeunes jusque vers 25 ans. Elle propose l'action BlueCocktailBar.
Plusieurs centres de traitement de la Croix-Bleue existent. En Suisse, même si la Croix-Bleue a joué un rôle historiquement dans la création de beaucoup d'institutions de soins spécialisés pour personnes dépendantes, celles qui sont actuellement actives sont toutes des établissements socio-éducatifs, médicosociaux, voire des cliniques privées ou des services hospitaliers de médecine.
L'accompagnement peut se dérouler sous la forme de suivis individuels. La Croix-Bleue propose ainsi différentes activités, groupes de parole notamment.